# Holopogon melas
Holopogon melas là một loài ruồi trong họ Asilidae. Holopogon melas được Dufour miêu tả năm 1852. Loài này phân bố ở vùng Cổ Bắc giới.